# زمپانتپک
زمپانتپک (به اسپانیایی: Tzompantepec (municipality)) یک منطقهٔ مسکونی در مکزیک است که در تلاسکالا واقع شده‌است.